# Django Reinhardt
Jean „Django“ Reinhardt (23. ledna 1910, Liberchies, Belgie – 16. května 1953, Samois-sur-Seine, Francie) byl belgický gypsy-jazzový kytarista.
Byl romského původu a stal se jedním z prvních evropských jazzových kytaristů, kteří prorazili ve světě. S houslistou Stéphane Grappellim založil Quintette du Hot Club de France, který popsal kritik Thom Jurek jako jednu z nejoriginálnějších skupin v historii jazzu. Jeho nejznámější skladby se staly jazzovými standardy. Patří mezi ně například „My Sweet“, „Minor Swing“, „Tears“, „Belleville“, „Djangology“ a „Nuages“ (což francouzsky znamená „mraky“).

## Životopis
Narodil se v Liberchies, Pont-à-Celles v Belgii. Jeho cikánská přezdívka „Django“ znamená „bdím“. Strávil většinu svého mládí v cikánských táborech poblíž Paříže. Hrál tehdy na banjo, kytaru a housle už od útlého věku. Začal s houslemi a postupem času přešel na kytarové banjo, které mu bylo věnováno a na které hraje na své první nahrávce z roku 1928.
Když mu bylo 18, byl zraněn při požáru, který zachvátil jeho karavan, ve kterém žil se svou tehdejší ženou. Byli velice chudí a jako podporu jejich příjmu Bella (Djangova manželka) vyráběla imitace květin z papíru a celuloidu. Díky tomu byl jejich příbytek plný silně hořlavého materiálu. Když se jednou pozdě večer vracel z představení, omylem převrhl svíčku na postel, která se vzňala. Jeho rodina a sousedé ho sice rychle vytáhli do bezpečí, nicméně i přesto utrpěl popáleniny prvního a druhého stupně přes polovinu těla. Jeho pravá noha i prsteník a malík levé ruky byly paralyzovány. Lékaři se domnívali, že již nikdy nebude schopen znovu hrát na kytaru, a chystali se mu amputovat nohu. Reinhardt operaci odmítl a po krátkém čase opustil nemocnici. Po roce byl schopen chůze o holi.
Jeho bratr Joseph Reinhardt mu koupil novou kytaru. Bolestivou rehabilitací a tvrdým cvičením si znovu osvojil své dovednosti v docela novém směru, i přesto, že jeho prsteníček a malíček byly částečně ochrnuté. Od té doby hrál všechna svá sóla pouze s dvěma prsty, ostatní používal pouze při tvorbě akordů.

## Zajímavosti
- Jeho hudba se stala nedílnou součástí české počítačové hry Mafia.

- V době, kdy vydával své písně na gramofonových deskách, jej ostatní umělci, vzhledem k jeho ochrnutí, podezřívali z toho, že si písně zrychluje.

- Britský kytarista Tony Iommi v 17 letech při práci v továrně přišel o konečky prostředníku a prsteníku pravé ruky. Domníval se, že již nikdy nebude moci hrát na kytaru. Iommiho avšak povzbudilo, aby i nadále zůstal hudebníkem, když se dozvěděl o Djangu Reinhardtovi.
- Petr Skoumal zmiňuje Djanga ve své písni „Starej pán“.